# Staelia nelidae
Staelia nelidae är en måreväxtart som beskrevs av R.M.Salas och Elsa Leonor Cabral. Staelia nelidae ingår i släktet Staelia och familjen måreväxter. Inga underarter finns listade i Catalogue of Life.